# Волтер Вайтгед
Волтер Вайтгед (англ. Walter Whitehead, 12 жовтня 1840 — 19 серпня 1913) — англійський хірург.

## Біографія
Працював хірургом у різних лікарнях у Манчестері, очолював кафедру клінічної хірургії в Університеті Вікторії. З 1901 по 1902 рік очолював Британську медичну асоціацію. Цікавим є вислів науковця, що головною перешкодою в формуванні хорошого хірурга є знання анатомії. Незважаючи на такі погляди Вайдгед досконало знав анатомію людського тіла, про що свідчать винайдені ним способи оперативного лікування захворювань товстої кишки та ротоглотки. Був сміливим новатором і практиком з беззаперечною міжнародною репутацією. Його процедура видалення язика за допомогою ножиць і створена ним мазь для перев'язок стала стандартом лікування, яку використовують і до сьогодні. Також він розробив оперативне лікування геморою.
Вайтгед народився в сім'ї бізнесмена, який займався текстильним виробництвом у Барі, Ланкашир. Його інтерес до медицини сформувався, коли він відвідував лекції про хімічні процеси відбілювання тканини. У 1866 році поступив у Манчестерську Королівську медичну школу і таким чином почав свою медичну кар'єру. Почав робочу діяльність як лікар загальної практики і лікар в'язниці в Менсфілд-Вудхаус, Ноттінгемшир. У 1867 році він повернувся в Манчестер, щоб працювати вже хірургом.
З 1873 року він працював хірургом у Манчестерському Королівському Лазареті, з яким був пов'язаний протягом довгого часу. У 1884 році захистив докторську дисертацію в Манчестерському університеті та став професором кафедри хірургії, яку згодом очолив. Крім того цікавився патологічною анатомією та судовою медичною експертизою, і часто виступав свідком-експертом у судових справах, за його участі видавався медичний журнал. Був активним членом різних комітетів і організацій, метою яких було реформування системи охорони здоров'я. Крім того, він займав різні посади як офіцер королівської армії. За досягнення Вайдгеда в медицині після його смерті в 1913 році у Бару було зведено башту з годинником, названого на його честь.
Його особливо було відзначено за винахід двох хірургічних процедур, обидві носять його ім'я. Перша пов'язана з хірургічним лікуванням геморою. Техніка описана в Британському Медичному Журналі в 1882 році, з подальшим вивченням 300 пацієнтів, опублікованому в 1887 році.